# Levski Spartak Sofia
Le Levski Spartak Sofia est un club féminin bulgare de basket-ball  évoluant dans la ville de Sofia et participant à la plus haute division du championnat bulgare.

## Palmarès
- Vainqueur de la Coupe d'Europe des clubs champions : 1984
- Vainqueur de la Coupe Ronchetti : 1978, 1979

## Entraîneurs successifs
- Depuis ? : -